# 納盧日扎
49°21′22″N 25°37′9″E / 49.35611°N 25.61917°E
納盧日扎（烏克蘭語：Налужжя），是烏克蘭的村落，位於該國西部捷爾諾波爾州，由捷尔诺波尔区負責管轄，始建於1783年，面積1.31平方公里，海拔高度350米，2001年人口505，人口密度每平方公里386.1人。